# 온보현
온보현(溫保鉉, 1957년 4월 6일 ~ 1995년 11월 2일)은 대한민국의 택시 강간 연쇄살인범이다.

## 범행 일지
- 1994년 9월 1일 - 1시 경 서울 송파구 백제고분로에서 절도한 스텔라 택시에 노래방 여주인 권 양을 태운 뒤 협박 후 인근 도로에서 성폭행. 그리고 자신의 고향인 전북 김제시 선암리 야산으로 끌고 가 다시 성폭행한 후 인근 나무에 권 씨를 노끈으로 묶어놓음.[1]
- 1994년 9월 11일 - 19시 30분 경 서울 구로구 독산동에서 태운 엄 모양을 흉기로 위협한 뒤 강원도 횡성군 야산으로 납치해 성폭행하고 현금 31만원을 빼앗음.[1]
- 1994년 9월 12일 - 21시 반 경 서울 서초구 서초동 포스코 빌딩 앞에서 허 모양을 태워 납치한 뒤 강원도 횡성으로 끌고감. 다음날 13일 5시 반 경 경기도 용인시 신갈 부근 야산으로 끌고 가 허 양을 성폭행하려 했으나 허 양이 반항하자 비닐봉지를 씌워 살해한 후 사체를 유기함.[1]
- 1994년 9월 14일 - 21시 경 서울 송파구 가락동 가락성당 앞길에서 귀가 중이던 박 모씨를 마찬가지로 택시에 태워 납치한 후 박 씨가 반항하자 흉기로 살해한 뒤 경북 김천시 아포면 대신3리 경부고속도로 상하행선 주변에 사체를 버림.[1]
- 1994년 9월 27일 - 지존파가 검거된 후 심리적 압박을 느낀 온보현이 서울서초경찰서에 자수함.[2]

## 검거 이후

### 수사
서울중앙지방검찰청 강력부 홍준표 검사의 지휘로 온보현이 박 양을 살해한 경북 금릉군 경부고속도로변과 허 양을 살해한 용인군 구성면 오정리 야산에서 현장검증이 실시되었다. 경찰은 온보현이 박 양과 허 양 등 두 명을 살해한 것을 포함해 알려진 6건 외에는 추가 범행이 없다고 주장하였으나, 지난 1일 발생한 권 모씨 납치 범행과 11일의 엄 모양 납치 범행 사이에 공백이 있는 점을 중시하고 또 다른 범죄가 있는지 여죄를 조사하였다.

### 반응
온보현 부녀자 연쇄살인 사건은 지존파 사건 직후에 밝혀져 사회적으로 큰 파장을 일으켰다. 잇달아 터지는 연쇄살인 사건에 시민들은 불안감을 호소하였으며, 여성들이 심야에 택시를 타는 것을 극도로 꺼리게 되었고 관련 주의사항까지 배포되었다.
표창원 경찰대 교수는 2006년 8월 주간경향과의 인터뷰에서 지존파, 온보현, 유영철 등의 연쇄살인범들의 배경에는 뒤틀린 심리상태, 성장과정의 문제, 사회적 불만 등이 있다고 지적하였다. 표 교수는 이들이 자신들의 실패와 좌절을 사회 탓으로 돌리면서, 사회가 부패했으니 범죄를 저질러 썩은 사회를 단죄하려 했다는 식의 공통적인 자기 합리화를 하는 경향이 있다고 분석하였다.

## 사형
온보현은 최종적으로 사형을 선고받았고, 1995년 11월 2일 지존파와 온보현 등 19명의 흉악범에 대한 사형이 집행되었다.

## 같이 보기
- 지존파 사건

## 관련 미디어
- 꼬리에 꼬리를 무는 그날 이야기 (SBS)